# HC Energie Karlovy Vary
A HC Energie Karlovy Vary egy cseh jégkorongcsapat Karlovy Varyban. A csapat az első osztályú Tipsport Extraligában játszik. A klub egyszeres cseh bajnok.

## Története
A csapatot 1932-ben alapították SK Slavia Karlovy Vary néven.

### Korábban használt nevek
- 1932 – SK Slavia Karlovy Vary (Sportovní klub Slavia Karlovy Vary)
- 1951 – RKV Sokol Slavia Karlovy Vary
- 1953 – RKV Dynamo Karlovy Vary
- 1956 – DSO Dynamo Karlovy Vary (Dobrovolná sportovní organizace Dynamo Karlovy Vary)
- 1965 – TJ Slavia Karlovy Vary (Tělovýchovná jednota Slavia Karlovy Vary)
- 1974 – TJ Slavia PS Karlovy Vary (Tělovýchovná jednota Slavia Pozemní stavby Karlovy Vary)
- 1991 – HC Slavia Karlovy Vary (Hockey Club Slavia Karlovy Vary)
- 1994 – HC Slavia Becherovka Karlovy Vary (Hockey Club Slavia Becherovka Karlovy Vary)
- 1996 – HC Becherovka Karlovy Vary (Hockey Club Becherovka Karlovy Vary)
- 2002 – HC Energie Karlovy Vary (Hockey Club Energie Karlovy Vary)

## Helyezések
Cseh Extraliga-bajnok: 2008-09